# نيت فيلد
نيت فيلد (بالإنجليزية: Nate Field)‏ هو لاعب كرة قاعدة أمريكي، ولد في 11 ديسمبر 1975 في دنفر في الولايات المتحدة.

## وصلات خارجية
- نيت فيلد على موقع دوري كرة القاعدة الرئيسي (الإنجليزية)
- نيت فيلد على موقعبيزبول رفرنس.كوم (الدوري الرئيسي) (الإنجليزية)
- نيت فيلد على موقعبيزبول رفرنس.كوم (الدوري الثانوي) (الإنجليزية)
- نيت فيلد على موقع إي إس بي إن.كوم (أم.أل.بي) (الإنجليزية)
- نيت فيلد على موقع مشجعي الرسوم البيانية (الإنجليزية)